# 超級鳥-B2
超級鳥-B2 ，也称为超級鳥-4 ，是一颗日本的通信卫星，由完美天空JSAT株式會社負責營運。起初是为了太空通信公司(SCC) 建造和发射的。该公司其後于 2008 年 10 月与完美天空JSAT合并。
該衞星由休斯飛機公司公司建造，建基于HS-601 HP卫星平台。

## 卫星
日本东京太空通信公司 (SCC) 于 1998 年 4 月 6 日从休斯飛機公司(HSC) 订购了第二顆卫星。  該衞星是在美国加利福尼亚州洛杉矶工厂建造的。

## 升空
发射于 2000 年 2 月 18 日 協調世界時上午1時04分。 此次发射由亞里安空間公司負責，使用亞里安4號運載火箭从圭亚那太空中心的ELA-2發射台发射。在完成发射及在轨测试后，它被放置于东经 162° 的地球静止轨道上，从那里向日本提供通信服务。它配备了三十五个Transponder (satellite communications)。目前， J-Alert （日本紧急警报系统）通过 Superbird-B2 进行广播。 